# Matinera celluda
La matinera celluda (Illadopsis cleaveri) és un ocell de la família dels pel·lorneids (Pellorneidae).

## Hàbitat i distribució
Habita els boscos de les terres baixes de Sierra Leone, Libèria, Costa d'Ivori, Ghana, Nigèria, sud de Camerun, l'illa de Bioko, sud-oest de la República Centreafricana, Guinea Equatorial, Gabon i Congo.